# Голуб коста-риканський
Го́луб коста-риканський (Patagioenas subvinacea) — вид голубоподібних птахів родини голубових (Columbidae). Мешкає в Центральній і Південній Америці.

## Опис

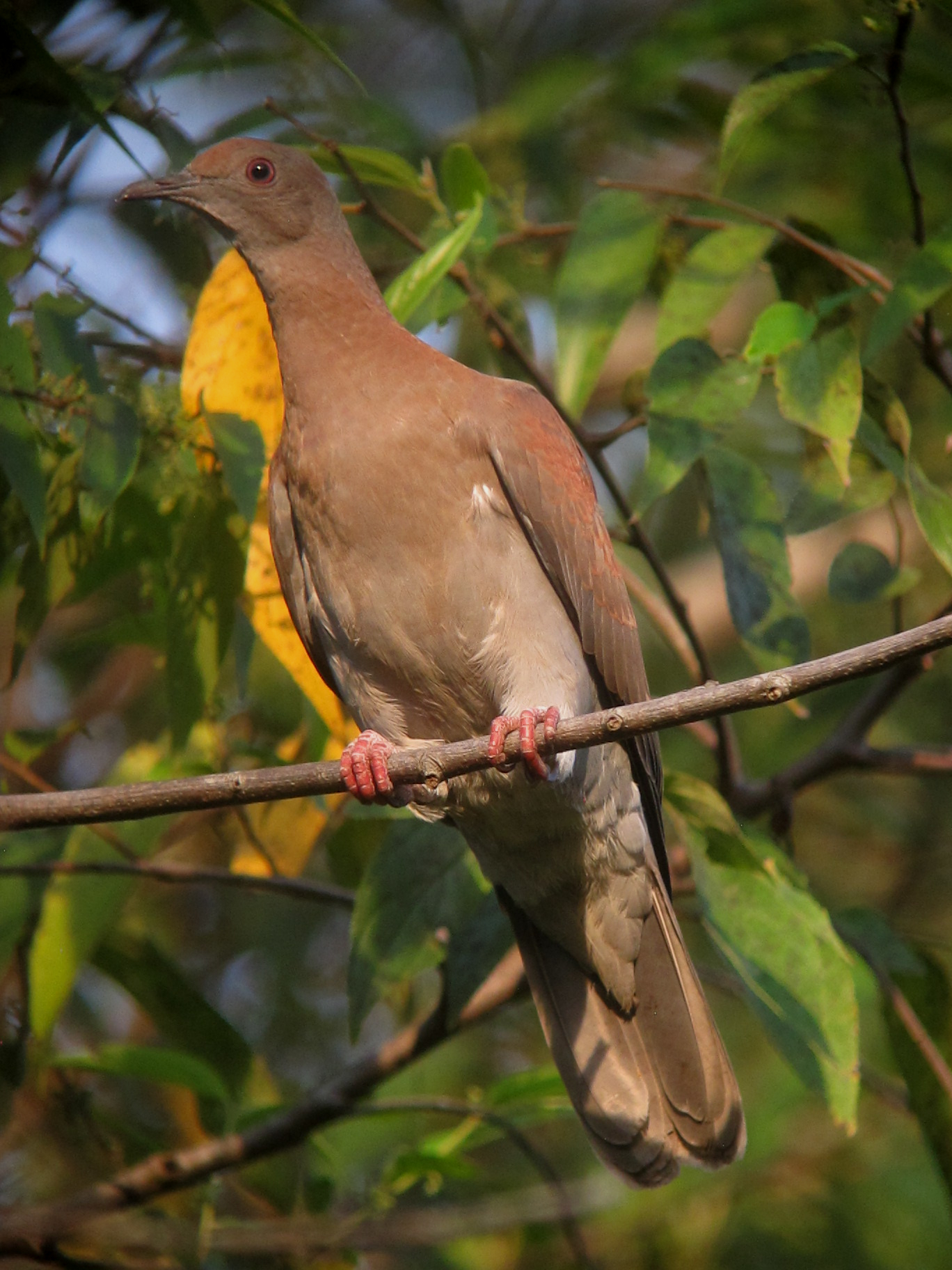
Коста-риканський голуб (Антіокія, Колумбія)

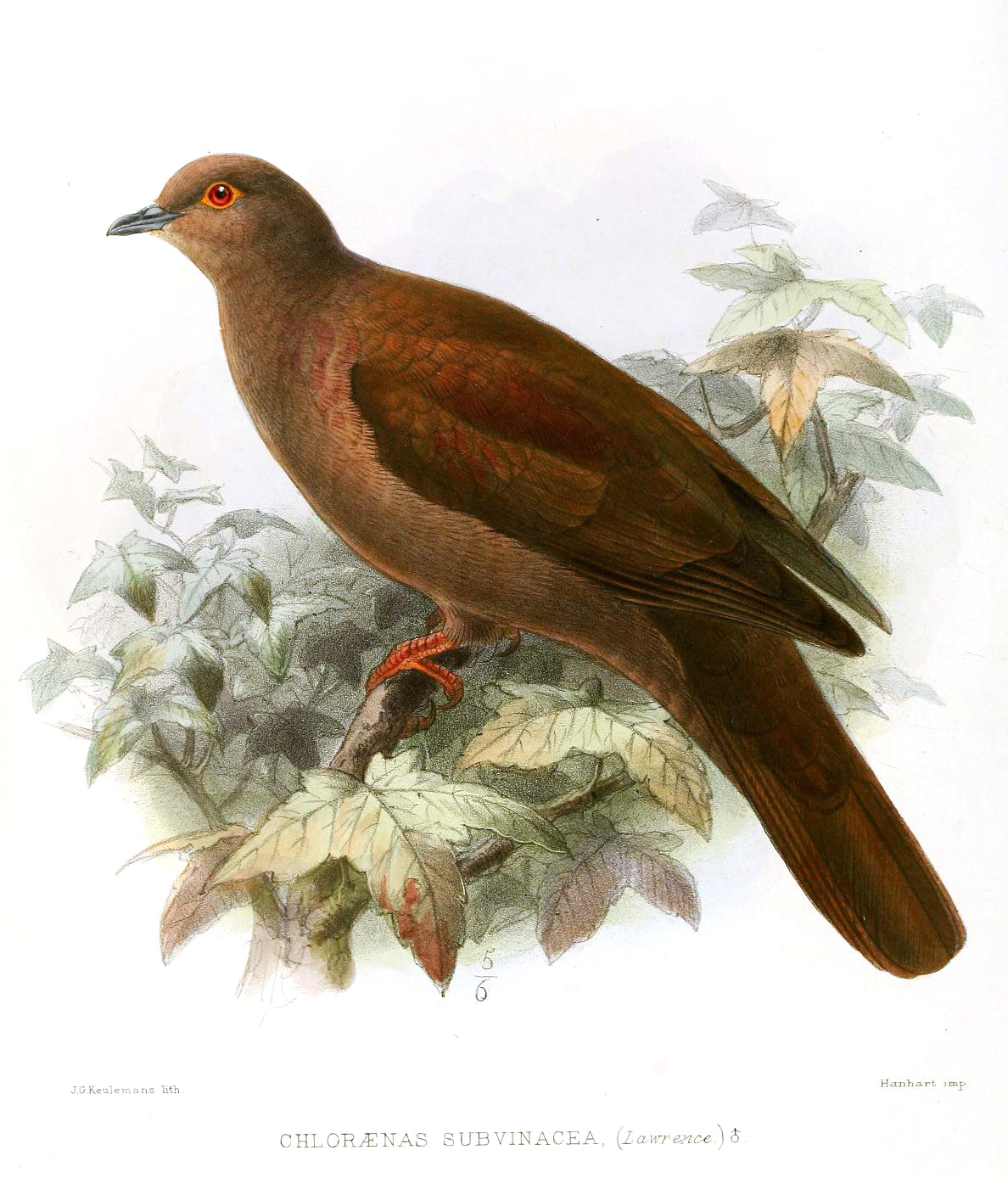
Коста-риканський голуб

Довжина птаха становить 27-33 см, вага 170 г. Забарвлення переважно каштанове з пурпуровим відтінком, спина має рудуватий відтінок, нижня частина тіла більш коричнева. Хвіст і махові пера темно-коричневі, на горлі і на животі невеликі білі плями. Райдужки червоні або жовті, навколо очей червоні кільця. Дзьоб чорний. Самиці мають більш тьмяне, коричневе забарвлення. У молодих птахів голова, шия і груди сірувато-коричневі, пера на голові і верхній частина тіла мають коричневі або рудуваті края, що формують лускоподібний візерунок.

## Підвиди
Виділяють дев'ять підвидів:
- P. s. subvinacea (Lawrence, 1868) — Коста-Рика і Панама;
- P. s. berlepschi (Hartert, E, 1898) — від південно-східної Панами до північно-західного Перу;
- P. s. ruberrima (Meyer de Schauensee, 1950) — північно-західна Колумбія;
- P. s. peninsularis (Chapman, 1915) — північно-східна Венесуела (півострів Парія[en]);
- P. s. zuliae (Cory, 1915) — північно-східна Колумбія і західна Венесуела;
- P. s. anolaimae (Chubb, C, 1917) — центральна Колумбія;
- P. s. purpureotincta (Ridgway, 1888) — південна і східна Венесуела, Гвіана і схід Бразильської Амазонії;
- P. s. ogilviegranti (Chubb, C, 1917) — південно-східна Колумбія, схід Еквадору і Перу, північ і схід Болівії, захід Бразильської Амазонії;
- P. s. recondita (Todd, 1937) — центральна Бразильська Амазонія (на південь від Амазонки).

## Поширення і екологія
Коста-риканські голуби мешкають в Коста-Риці, Панамі, Колумбії, Еквадорі, Перу, Болівії, Бразилії, Венесуелі, Гаяні, Французькій Гвіані і Суринамі. Вони живуть в кронах вологих рівнинних, гірських, заболочених і хмарних тропічних лісів та на узліссях. Зустрічаються поодинці, парами або зграйками до 15 птахів, на висоті до 2000 м над рівнем моря, місцями на висоті до 3000 м над рівнем моря. Ведуть деревний спосіб життя. Живляться плодами і ягодами, зокрема плодами фікусів і цекропії. Гніздо являє собою просту платформу з гілочок, розміщується на дереві. В кладці одне біле яйце.